# GIAT 30
GIAT 30 je francoski 30 mm avtomatski top za uporabo na lovcih in helikopterjih. Razvit je bil kot naslednik DEFA 550 topa. GIAT 30 je bolj zanesljiv in ima večjo hitrost streljanja.
Verzija M781 se uporablja na jurišnem helikopterju Eurocopter Tiger, verzija 30M 791 pa na lovcu Dassault Rafale.